# المرأة الأمريكية (رواية)
المرأة الأمريكية؛ هي رواية صدرت في عام 2003، كتبتها سوزان تشوي، وهي مستندة إلى قصة حقيقية وهي إلى اختطاف باتي هيرست عام 1974 من قبل جيش التّحرير التكافلي والأحداث التالية. 
صدر فيلم مقتبس يحمل نفس الاسم عام 2019. وهو من تأليف وإخراج سيمي تشيلاس، وبطولة هونغ تشاو.

## حبكة
اليابانيّة الأمريكيّة جيني شيمادا (استنادًا إلى النّاشط الرّاديكالي ويندي يوشيمورا ) هي متطرّفة سابقة هاربة من مكتب التّحقيقات الفيدرالي. بناءً على طلب صديقتها روب فريزر (المقتبس عن جاك سكوت)، وافقت على المساعدة في إيواء الهاربين إيفون (المقتبسة عن إميلي هاريس) وزوجها خوان (المقتبس عن ويليام هاريس)، وبولين (المقتبسة عن باتي هيرست) بعد أن أخطأوا في التّخلي عن موقع كادرهم الثّوري (القائم على جيش التحرير التكافلي). تستكشف الرواية التفاعلات بين المجموعة في ظل توتر العزلة القسرية في الاختباء.

## استقبال
تلقّت رواية "المرأة الأمريكية" إشادة إيجابيّة من النّقاد ووصلت إلى المرحلة النّهائية لجائزة بوليتزر في الخيال لعام 2004. قالت الكاتبة جوان ديديون: "سوزان تشوي... أتثبت قدرتها على كاتبة طبيعية يخدم ذكاءها ووعيها التّاريخي دون عناء قدرة سردية مذهلة. لم أستطع التّقليل من شأن المرأة الأمريكية، وأردت عندما انتهيت من كتابتها ألا أفعل شيئًا سوى القراءة". ذلك مرّة أخرى."

قال سفين بيركيرتس ( مراجعة كتاب نيويورك تايمز ):
"تتحول " المرأة الأمريكية" إلى قصة حب من نوع ما. إنها تأخذنا عبر دورة غريبة ومفيدة نفسيًّا، تنتقل من إثارة الأخبار اليوميّة، إلى علم النّفس الجماعي المعقد لأربعة أرواح مثاليّة مختلفة ولكنّها مضلّلة تكافح من أجل البقاء، إلى الرّوح الأكثر دقّة ودقّة. مدارات شوق القلب بأثر رجعي." 
قالت صحيفة سان فرانسيسكو إكزامينر أنها رواية ذات "نطاق وتعقيد مثير للإعجاب"،و"المرأة الأمريكيّة عبارة عن استجواب مدروس وتأمليّ لـ... التّاريخ والسّياسة، والسلطة والعنصرية، وأخيرًا التطرف".

## الاقتباسات
حول لفيلم يحمل نفس الاسم لعام 2019، من تأليف وإخراج الكندي سيمي تشيلاس، وبطولة هونغ تشاو.

## روابط خارجية
- الصفحة الرئيسية للمرأة الأمريكية